# Николай Орсини
Никола̀й Орсѝни (на средногръцки: Νικόλαος Ορσίνι или Νικόλαος ῎Αγγελος, на италиански: Nicolὸ Orsini) е граф на Кефалония от 1317 до 1323 г. и владетел на Епирското деспотство от 1318 до 1323 г.
Николай е синът на кефалонийския граф Джовани I Орсини от Мария, дъщеря на епирския деспот Никифор I Комнин. Баща му управлява Кефалония като васал на крал Карл II Анжуйски и получава Левкада като част от зестрата на жена си. Николай наследява областта след смъртта на баща му през 1317 г., но за разлика от своите предшественици той проявява по-голям интерес към Епир, отколкото към латинските владения в Южна Гърция. В 1318 г. той изненадва и убива вуйчо си Тома I Комнин и с лекота съумява да подчини цялата южна част на деспотството около Арта. За да затвърди придобивките си, Николай встъпва в брак с вдовицата на вучо си – Анна Палеологина, дъщеря на Михаил IX Палеолог, и получава титлата деспот.
Николай продължава да се подчинява фиктивно на своя анжуйски сюзерен Йоан Гравински, син на Карл II Анжуйски и Мария Арпад. Но своята политика той насочва към Изтока. Приема източното православие, след което местното духовенство не оспорва неговото узурпиране на престола. Но Северен Епир и Янина отказват да признаят законността на властта му и вместо това приемат византийското господство. Търсейки удобен момент да атакува, Николай изчаква смъртта на съпругата си през 1320 г. (или 1321 г.) и избухването на византийската гражданска война. След като опитите му да сключи съюз с Венецианската република се провалят, Николай не съумява да превземе Янина. В 1323 г. той е убит от своя брат Йоан II Орсини.

### Цитирана литература
- Fine, John V. A. Jr. (1994). The Late Medieval Balkans: A Critical Survey from the Late Twelfth Century to the Ottoman Conquest. Ann Arbor, Michigan: University of Michigan Press, ISBN 978-0-472-10079-8, OCLC 749133662, https://books.google.com/books?id=LvVbRrH1QBgC
- Cheetham, Nicholas (1981). Mediaeval Greece. Yale University Press
- ((en)) Polemis, Demetrios I. (1968). The Doukai: A Contribution to Byzantine Prosopography. London: The Athlone Press, OCLC 299868377, https://books.google.com/books?id=Sx5dAAAAIAAJ
- ((de)) Trapp, Erich; Beyer, Hans-Veit; Walther, Rainer et al. (1976–1996). Prosopographisches Lexikon der Palaiologenzeit. Wien: Verlag der Österreichischen Akademie der Wissenschaften, ISBN 3-7001-3003-1

|  | Тази страница частично или изцяло представлява превод на страницата Nicholas Orsini в Уикипедия на английски. Оригиналният текст, както и този превод, са защитени от Лиценза „Криейтив Комънс – Признание – Споделяне на споделеното“, а за съдържание, създадено преди юни 2009 година – от Лиценза за свободна документация на ГНУ. Прегледайте историята на редакциите на оригиналната страница, както и на преводната страница, за да видите списъка на съавторите. ВАЖНО: Този шаблон се отнася единствено до авторските права върху съдържанието на статията. Добавянето му не отменя изискването да се посочват конкретни източници на твърденията, които да бъдат благонадеждни. |